# Сёйка
Сёйка — село в Чойском районе Республики Алтай России. Административный центр и единственный населённый пункт Сёйкинского сельского поселения.

## География
Село находится на берегу реки Сейка, левом притоке реки Сарыкокша, на расстоянии 18 км к юго-востоку от села Чоя, административного центра района, и 50 км к юго-востоку от города Горно-Алтайск, столицы республики. Абсолютная высота — 650 м над уровнем моря.

## История
Село основано в 1907 году. В 1966—1994 годах — посёлок городского типа.

## Население
| 1765 | 1670 | 2002 |

| 2010  | 2011  | 2012  | 2013  | 2014  | 2015  | 2016  |
| ----- | ----- | ----- | ----- | ----- | ----- | ----- |
| 1520  | →1520 | ↘1513 | ↘1500 | ↘1487 | ↘1468 | ↘1444 |
| 2017  | 2018  | 2019  | 2020  | 2021  |       |       |
| ↘1435 | ↘1398 | ↘1379 | ↘1361 | ↘1277 |       |       |

## Улицы
| - ул. Береговая, - ул. Берёзовая, - ул. Восточная, - ул. Гагарина, - ул. Западная, | - ул. Кирпичная, - ул. Луговая, - ул. Новая, - ул. Октябрьская, - ул. Сиинская, | - ул. Тушкинекская, - ул. Центральная, - ул. Черёмуховая, - ул. Шахтовая, - ул. Школьная. |

## Экономика
В функционирует золотодобывающее предприятие Рудник «Весёлый».